# Tingzhou
Tingzhou (kinesiska:  汀州) är en köping i sydöstra Kina. Den ligger i Changting härad i staden Longyan i provinsen Fujian, omkring 300 kilometer väster om provinshuvudstaden Fuzhou. Antalet invånare är 92 920. Befolkningen består av 47 125 kvinnor och 45 795 män. Barn under 15 år utgör 17,0 %, vuxna 15-64 år 73 %, och äldre över 65 år 8,0 %.